# Nephrolepis rivularis
Nephrolepis rivularis là một loài dương xỉ trong họ Nephrolepidaceae. Loài này được Vahl Mett. ex Krug mô tả khoa học đầu tiên năm 1897.